# Campylospermum excavatum
Campylospermum excavatum là một loài thực vật có hoa trong họ Ochnaceae. Loài này được Far mô tả khoa học đầu tiên.